# Пушкин, Иван Иванович
Иван Иванович Пушкин — стольник и воевода 1610—1620-х годов.

## Биография
Сын думного дворянина Ивана Михаийловича Большого Пушкина.
В 1615 году был рындой при приёме английского посла Джона Мерика. В 1616 году назначен воеводой в Михайлов, но, вследствие его челобитья, отозван в Москву, так как в Переславль, считавшийся выше Михайлова, одновременно с ним был назначен воеводой Иван Колтовской, с которым Пушкину было «невместно» служить в «меньших». В том же 1616 году, во время «похода» царя Михаила Фёдоровича в село Рубцово, Пушкин смотрел там в кривой стол. В 1617 году он был послан в Ярославль собирать дворян и детей боярских, смольян и вязмичей, испомещенных в Ярославском и Пошехонском уездах; собрав их, он должен был привести их в Москву, что и исполнил. В 1620—1622 годах Пушкин был главным воеводой в Верхотурье.
К этому времени относится много царских грамот Пушкина, из которых известны, во-первых, обязанности, которые возлагались на верхотурских воевод, во-вторых, экономические и общественные условия жизни русских насельников и коренных народов и фискальные распоряжения Московского правительства по отношению к тем и другим; в-третьих, порядки, существовавшие в то время относительно «сибирского торга»; в-четвёртых, разные особые характерные обстоятельства, имевшие место в первой четверти XVII века в Верхотурском уезде — преддверии Сибири. Из этих грамот извлечены следующие данные.
- Пушкин должен был оказать содействие Тороканову, отправленному на Верхотурье для описи острога, сёл и деревень, то есть дать ему подьячего, плотников для острожной сметы, людей «в дозор» и сколько понадобится пушкарей для рассылки.
- Вследствие челобитья верхотурских ямских охотников, получавших лишь по 7 рублей жалованья в год и сильно обедневших, прибавить им по 3 рубля на год. Через год после этой прибавки верхотурские ямщики просили сравнять их с туринскими и тюменскими ямщиками, получавшими по 15 рублей и содержавшими гоньбу лошадей на двух дорогах, тогда как верхотурские ямщики гоняли на семь дорог: велено давать им жалованья тоже по 15 рублей.
- Иметь строгий надзор за товарами, которые ввозятся в Сибирь и вывозятся оттуда. В Сибирь торговые люди не смели без проезжих грамот провозить заповедных товаров — шлемов, панцырей, копий, топоров, ножей и стрел: все это они должны были объявлять в Верхотурье и платить пошлины. Из Сибири велено отправлять служилых людей с «соболиною казною» в Москву, выдав им роспись, к которой поименовать всех служилых людей и отправляемые меха; эта предосторожность была необходима для того, «чтоб торговые люди, которые с ними будут, своих товаров за нашею [государевою] казною не провозили и не таили». Насколько значителен был отправляемый из Верхотурья ясак, видно из того, что по сибирской цене, весьма низкой, в Приказе Казанского дворца было принято пушного товара осенью 1620 года на 555 рублей. Кроме железных изделий и мехов, правительство было вынуждено обращать особенное внимание на упорядочение хлебной торговли: приезжие торговцы закупали в Верхотурье хлеб и отвозили его на продажу в Мангазею, вследствие чего богатели, а служилые люди терпели недостаток в хлебе, вследствие его дороговизны. Чтобы заставить верхотурских воевод строже относиться к хлебному делу, была прислана им грамота, которая заканчивалась так: «А будет у вас на Верхотурье вперед, вашим небереженьем, учнут закупщики хлеб в отвоз закупати, на продажу, и хлеб вздорожат, и в том служилым людем будут нужи, — и вам от нас за то быти кажненым смертью».
- Оберегать новоприбылых пашенных крестьян от притеснений и обид разных сибирских служилых и проезжих людей, а также призывать и впредь вольных людей на пашню на льготные годы; 5) оказать верхотурскому Покровскому женскому монастырю вспомоществование деньгами, выдав десяти старицам по два рубля на один год, а затем устроить их пашнею, сенными покосами и рыбною ловлею. Как видно из позднейшей царской грамоты 1645 года, ни Пушкин, ни его преемники не исполнили этого.
- Перевести из Верхотурья в Казань Иваниса Ододурова, сосланного в Сибирь со всей семьёй в государевой опале, так как хлеб в Верхотурье дорог, и Ододуров бил челом, что ему недостаточно отпускаемых из казны на прокорм денег.
- Перевести из Верхотурья в Нижний Новгород бывшую царскую невесту Настасью (Марию) Хлопову, с бабкою и дядями ея Желябужскими; 8) принять хлебные запасы, присланные для сибирского архиепископа Киприана, и выдавать ему ежегодно по сту ведер вина для домашнего обихода.
- Собирать в казну хлеб с верхотурских ружников и оброчников, занимающихся хлебопашеством.
- Наблюдать, чтобы люди Строгоновых не ловили зверей и рыбы у вогулич в Чусовской волости.
- Прислать в Москву список с окладных книг и царских грамот и наказов, посланных на Верхотурье до Московского разоренья.
- Не вступая ни в какие духовные дела, служилых людей унимать от всякого «дурна», наказывать ослушников архиерея и его десятильников; строго приказывать сборщикам ясака с татар, вогуличей и остяков не брать с них ничего лишнего и не причинять им никаких насилий, а самим воеводам тоже не брать посулов и поминков.

Какого рода службу нёс Пушкин по возвращении с Верхотурья, вплоть до 1626 года, неизвестно, но в этом году он был объезжим головой в Москве, для береженья от огня, от Покровской улицы по Яузские ворота и по Васильевскому лужку; затем отпущен был в деревню, а на его место в объезд назначен князь Никифор Мещерский. В 1626—1627 годах Пушкин сопровождал царя в Троице-Сергиев монастырь и в село Рубцово и несколько раз обедал за царским столом. В 1628 и 1631 годах был в Украинном разряде воеводой в большом полку на Туле.
Оставил единственную дочь Аграфену, вышедшую за А. Л. Плещеева.